# 阔叶假小檗
阔叶假小檗（学名：Berberis fallax var. latifolia）为小檗科小檗属下的一个变种。

## 扩展阅读
- 維基物種上的相關：阔叶假小檗